# Serita Solomon
Serita Solomon, née le 1er mars 1990 à Bromley, est une athlète britannique, spécialiste du 100 mètres haies.

## Biographie
Le 18 mars 2016, Solomon se classe 7e de la finale lors des championnats du monde en salle de Portland sur 60 m haies en 8 s 27.

## Palmarès
| Date | Compétition                       | Lieu        | Résultat | Épreuve     | Marquee |
| ---- | --------------------------------- | ----------- | -------- | ----------- | ------- |
| 2015 | Championnats d'Europe en salle    | Prague      | 3e       | 60 m haies  | 7 s 93  |
| 2015 | Championnats d'Europe par équipes | Tcheboksary | 8e       | 100 m haies | 13 s 54 |
| 2016 | Championnats du monde en salle    | Portland    | 7e       | 60 m haies  | 8 s 29  |

## Records
| Épreuve     | Performance | Lieu       | Date        |
| ----------- | ----------- | ---------- | ----------- |
| 60 m haies  | 7 s 93      | Prague     | 6 mars 2015 |
| 100 m haies | 12 s 87     | Birmingham | 7 juin 2015 |